# Жиряков, Георгий Георгиевич
Георгий Георгиевич Жиряков (16 февраля [28 февраля] 1887; село Селянкино; Вязниковский уезд; Владимирская губерния — 26 января 1928, Москва) — советский партийный и государственный деятель, революционер, редактор.

## Биография
Георгий Жиряков родился 28 февраля 1887 года в семье бедного крестьянина. Отец был вынужден отправить его на заработки в Сибирь; там Жиряков провел 17 лет. В Сибири стал членом революционного кружка, возглавляемого позже известным партийным деятелем Емельяном Ярославским.
Участник революционного движения в России. Член РСДРП с 1907 года. Участвовал в революции 1905—1907 годов. Преследовался царскими властями. В 1912 году был арестован и сослан в Якутск. Вёл революционную работу в Сибири.
В 1916 году был призван на военную службу, состоял в подпольной военной секции РСДРП(б).
После Февральской революции 1917 года был членом исполкома Совета солдатских депутатов Иркутского гарнизона. Вскоре переведён в 250-й запасной полк в г. Ковров Владимирской губернии.
С августа 1917 года — на заместитель председателя Ковровского совета солдатских депутатов, с сентября — член уездного комитета партии, председатель земской управы. Одновременно, редактор газеты «Ковровский рабочий». Со временем газета была переименована в «Рабочий и Крестьянин», далее переименовывается в «Ковровскую бедноту», последнее наименование «Трудящаяся беднота».
В дни Октябрьского вооруженного восстания 1917 в Москве командовал ротой, входившей в двухтысячный отряд, сформированный М. В. Фрунзе, и отправленной из Коврова на помощь московским рабочим.
В 1918—1920 годах — член президиума Владимирского губкома РКП (б) и председатель губисполкома. Делегат 9-го съезда РКП (б).
В августе 1920 года — уполномоченный СНК РСФСР по Челябинской губернии по заготовке хлеба, затем председатель Челябинского губисполкома. В 1921—1926 годах во Владимире председатель плановой комиссии, член губкома партии, председатель губернского ревтрибунала, редактор журнала «Наше хозяйство», председатель губернской РКИ, заместитель председателя текстильного треста.
В 1927 году стал секретарём ЦК Международной организации помощи борцам революции (МОПР). Избирался членом ВЦИК.
Георгий Жиряков умер 26 января 1928 года в Москве от инфаркта.